# Amerícium
Az amerícium a periódusos rendszer mesterséges kémiai eleme. Vegyjele Am, rendszáma 95. A plutónium neutronokkal való bombázásával állították elő és az aktinoidák csoportjába tartozó fém.
A negyediknek előállított mesterséges kémiai elem. Nevét Amerika nevéből kapta.

## Jellemzői
Az amerícium ezüstösen csillogó fehér fém. Szobahőmérsékleten, száraz levegőn lassan fényét veszti. Jobban nyújtható és hengerelhető, mint a neptúnium vagy az urán. Az összes izotópja radioaktív. Az 241Am alfa sugárzása háromszor erősebb, mint a rádiumé; ugyanakkor erős a gamma-sugárzása is, így kezelése nagy elővigyázatosságot igényel.
Részt vehet maghasadásos láncreakcióban. A neutronreflektor nélküli, gömb alakú töltet kritikus tömege kb. 60 kg. Mesterséges volta és nagy kritikus tömege valószínűtlenné teszi felhasználását a fegyvergyártásban.

## Felfedezése
Az ameríciumot az amerikai Glenn T. Seaborg, Ralph A. James, Albert Ghiorso és Leon O. Morgan állította elő először 1944-ben, a Chicagói Egyetem kohászati laboratóriumában, amelynek mai neve Argonne National Laboratory. A csapat az amerícium 241Am izotópját állította elő, egy többlépcsős folyamatban, amit egy atomreaktorban hajtottak végre. Egy 239Pu-ból álló célt neutronnal bombáztak, mely két neutron befogás következtében először 240Pu, majd 241Pu alakult át. A 241Pu egy bétabomlás következtében átalakul 241Am-é.

## Előállítása
Mivel az amerícium a természetben nem fordul elő, előállítása mesterségesen, magreakciók révén lehetséges. Az 241Am és 243Am az atomreaktorokban viszonylag nagy mennyiségben keletkezik (a 241Pu és 243Pu béta-bomlása révén), így a használt fűtőelemekből kinyerhető és így kg-os mennyiségben hozzáférhető. A fém ameríciumot báriumos redukcióval állítják elő a trifluoridjából, vagy az amerícium(IV)-oxidot redukálják lantánnal.

## Felhasználása
Más mesterséges elemekhez képest, melyeket csak nagyon kis mennyiségben állítottak elő, az 241Am kilogrammos tételben lehet előállítani. A felhasználása a radioaktivitásán alapszik. Kis mennyiségben (0,2 mikrogramm) egyes háztartási füstdetektorokban használják ahol szükség van a ionizáló sugárzására. Az 241Am felhasználható mint hordozható gamma sugárzó a radiográfiában. Az 242Am neutron sugárzó és a neutronos radiográfiában használják, de ennek az izotópnak magas előállítási költsége akadályozza elterjedését.

## Izotópjai
Felfedezése óta 18 izotópja volt elemezve. Ezek közül a legstabilabbak az 243Am melynek a felezési ideje 7370 év és az 241Am ennek felezési ideje 432,2 év. A többi izotóp felezési ideje rövidebb 51 óránál, és a legtöbbnél rövidebb mint 100 perc. Az ameríciumnak van nyolc metaállapota és ebből a legstabilabb az 242mAm (t½ 141 év).A legkönnyebb izotóp (231Am) atomi tömegegysége (ATE) 231,046 ATE és a legnehezebbé (249Am) 249,078 ATE.